# Virgin Steele
I Virgin Steele sono un gruppo musicale epic metal statunitense originario di New York e fondato nel 1981.
Il gruppo è considerato a livello mondiale uno dei padri fondatori del genere epic metal e ha negli album Noble Savage ed Invictus alcuni tra i suoi principali cavalli di battaglia.
Nel corso degli anni, fino a giungere ai giorni nostri, i Virgin Steele hanno progressivamente inglobato nel loro sound elementi di musica teatrale, orchestrali, sinfonici e progressivi sfociati in progetti innovativi, come la Metal Opera "The House of Atreus" del 1999/2000, ispirata all'Orestea di Eschilo ed al mito greco di Atreo, e la colonna sonora per un film immaginario, Visions of Eden (The Lilith Project - A Barbaric Romantic Movie of the Mind) del 2006, ispirata alla leggenda sumera di Lilith.

## Storia del gruppo

### Gli esordi
Nel 1981, a seguito di precedenti esperienze in band underground quali Phoenix e Mountain Ash, David DeFeis terminati gli studi scolastici è in cerca di un gruppo dove proporsi come cantante e realizzare così la sua grande passione per la musica. Tramite conoscenze comuni, entra in contatto con un chitarrista ed un batterista che avevano appena iniziato a fare delle jam session e che stavano vagliando i membri adatti per formare una vera e propria band. L'audizione (incentrata sulle cover di "No Quarter" dei Led Zeppelin, "Child In Time" dei Deep Purple e "Catch the Rainbow" dei Rainbow) è un successo e David viene immediatamente accettato.
DeFeis però è molto insoddisfatto del bassista Kelly Nichols e decide di allontanarlo per sostituirlo con l'amico Joey "O" Reilly, Kelly comunque troverà il successo con i L.A. Guns.
Con David DeFeis alla voce & tastiere, Joey "O" Reilly al basso, Jack Starr alla chitarra e Joey Ayvazian alla batteria nel 1981 nascono ufficialmente i Virgin Steele.
Iniziano a provare insieme e dopo solo 3 settimane entrano in studio per registrare quella che avrebbe dovuto essere una demo ma che poi diventerà l'album di debutto della band. Con soli 1.000 dollari di budget il demo viene registrato e mixato in una settimana. Jack spedisce il risultato del loro lavoro a molte riviste del settore che apprezzano molto lo stile originale proposto: un misto tra l'heavy statunitense e le atmosfere epiche dei Rainbow. La band non sfugge alla Shrapnel Records di Mike Varney che decide di includere la canzone Children Of The Storm nella compilation US Metal, volume II. L'album viene tirato in 10.000 copie che vanno esaurite in pochissimo tempo e il gruppo si trova ad avere già un discreto numero di fan. Fra le lettere di apprezzamento arrivano anche quelle di due giovani gruppi statunitensi, rispettivamente da Seattle e dalla California: i Queensrÿche ed i Metallica.
Nel 1982 i Virgin Steele firmano un contratto con la neonata casa discografica Music for Nations, risultando essere il primo gruppo messo sotto contratto dall'etichetta che poi, nel corso degli anni, produrrà svariati artisti quali Metallica, W.A.S.P., Manowar e Mercyful Fate.

### Il successo
Nel 1983 vengono pubblicati il secondo album Guardians of the Flame e l'EP A Cry in the Night (uscito negli USA come "Wait for the Night"). Il nuovo album ottiene grande successo soprattutto in Europa al quale fanno seguito innumerevoli concerti dal vivo. I rapporti all'interno della formazione comunque non sono buoni, dato che DeFeis e Starr hanno profonde divergenze sulle sonorità future. Starr, uscito definitivamente dalla band, si dedica quindi alla carriera solista (il suo primo disco "Out of Darkness", con l'ex-Riot Rhett Forrester alla voce, verrà comunque prodotto dallo stesso DeFeis) e viene prontamente sostituito dall'amico d'infanzia di DeFeis: Edward Pursino. Una nota curiosa sta nel fatto che Pursino non è mai stato ufficialmente invitato ad entrare nel gruppo: è solo arrivato, ha attaccato la sua chitarra all'amplificatore e non è mai più andato via.
I rapporti tra David DeFeis e Jack Starr si inaspriscono ulteriormente quando quest'ultimo tenta inaspettatamente di appropriarsi del nome Virgin Steele programmando delle date in Francia con la sua band solista. Una causa legale bloccherà Starr nel suo intento.
Al termine del 1985, alcuni membri dei Virgin Steele contribuiscono massicciamente al disco della band Exorcist intitolato Nightmare Theatre. Benché DeFeis sia accreditato solo come produttore, le similità timbriche tra il cantante Damien Rath e David DeFeis portano a pensare che lui ed il chitarrista Marc Dorian siano in realtà proprio lo stesso David DeFeis ed Edward Pursino. Voci simili circolarono anche per l'album "Stay Ugly" dei canadesi Piledriver. Tali fatti sono, comunque, sempre stati smentiti dai diretti interessati.
Nel 1986, finalmente, esce Noble Savage, terzo album della band e primo con la nuova formazione che propone i Virgin Steele in forma smagliante. Libero di sperimentare, ed accompagnato da uno stratosferico Pursino, il songwriting di DeFeis raggiunge livelli raffinatissimi senza più l'ingombrante presenza di Starr da sempre maggiormente propenso ad un suono più canonico. L'album è considerato uno dei capolavori del genere ed è tuttora apprezzato moltissimo dalla critica e dal pubblico. L'altissima caratura di Noble Savage porta, inoltre, i Virgin Steele ad essere considerati, assieme ai Manowar, i paladini di una scena metal sempre più in ascesa specialmente in Europa. Richieste per tour europei diventano sempre più frequenti e la band sembra pronta a diventare lei stessa un punto di riferimento per gruppi giovani ed emergenti.

### Il fallimento dell'etichetta
L'anno successivo a Noble Savage i Virgin Steele partono per ben due tour europei: il primo con i Manowar ed il secondo con i maestri Black Sabbath; nello stesso periodo cambiano anche etichetta, firmando per la SPV GmbH, e produttore, affidandosi a Zoran Busic (Saga). Questi cambi si rivelarono decisioni infelici poiché quando, nel 1988, venne dato alle stampe il quarto album Age of Consent l'etichetta, nonostante le numerose pressioni che aveva esercitato insieme a Busic per delle canzoni meno heavy e più commerciali, si dimostrò incapace di promuovere in modo adeguato la nuova uscita che si rivelò un fiasco a livello di vendite e decretò, per giunta, il fallimento proprio della stessa SPV GmbH. Durante la registrazione di quest'album Joe "O" Reilly non è presente per problemi di salute e le parti di basso vengono suonate dallo stesso DeFeis tranne che in Lion In Winter dove sono eseguite da Pursino.
Il fallimento del precedente disco impedisce ai Virgin Steele di registrare un nuovo cd prima del 1992.
In questo periodo di pausa, DeFeis si concentra per terminare i suoi studi musicali diplomandosi in pianoforte e composizione e forma la live band blues "Smoke Stark Lightning" insieme all ex-compagno Jack Starr con cui riallaccia temporaneamente i rapporti (alcuni anni più tardi, i due si inalbereranno nuovamente a causa della diversità di vedute sulle modalità di ristampa dei primi due album dei Virgin Steele che contengono sia pezzi firmati da DeFeis sia pezzi firmati da Starr).

### Il ritorno
Con il definitivo abbandono di "O" Reilly (sostituito al fianco di DeFeis, Pursino ed Ayvazian dapprima da Teddy Cook, ex Dio, e successivamente da Rob DeMartino) le registrazioni del nuovo album dei Virgin Steele terminano nel 1993 con l'uscita di Life Among the Ruins.
Preceduto dal singolo apripista "Snakeskin Vodoo Man" (canzone, marcatamente blues, inclusa soltanto nell'edizione americana dell'album), il disco spiazza letteralmente i fans in quanto abbandona le sonorità heavy, tipiche del sound della band, proponendo un hard rock anni 70 fortemente debitore ai primi Whitesnake. Tra gli episodi più interessanti si segnala, comunque, la conclusiva "Last Rose of Summer" spesso proposta dal vivo in veste acustica.
Per l'album (al quale segue un breve tour europeo da headliner) vengono, inoltre, girati diversi video-clip raccolti in un home-video dal titolo "Tale Of The Snakeskin Voodoo Man".

### La resurrezione
Dopo la transitoria parentesi stilistica del precedente album, DeFeis decide di dedicarsi alla scrittura di un doppio concept album e di riportare i Virgin Steele ad un sound più consono alla storia ed alla natura della band. Esce così, nel 1994, The Marriage of Heaven and Hell - Part One album grandioso che segna il ritorno agli arrangiamenti epici e pomposi lasciati da parte nel disco precedente. Da segnalare è che, in The Marriage of Heaven and Hell - Part One, è contenuta anche una canzone intitolata "Life Among the Ruins" che, titolo comune a parte, non ha alcuna affinità con il disco omonimo.
A seguito di altri due tour europei con Manowar e Uriah Heep, alla fine del 1995 esce The Marriage of Heaven and Hell - Part Two seconda parte della saga che ottiene grande consenso come il suo predecessore e che conferma il ritrovato vigore artistico del combo americano. Durante le registrazioni di questo lavoro Joey Ayvazian abbandona la band e viene sostituito in pianta stabile da Frank "The Baron" Gilchriest. Questa volta la band, nell'autunno del 1996, intraprende un tour da headliner, decisamente più ampio del precedente, che la porta ad esibirsi in paesi dove non aveva mai suonato prima quali l'Italia (Firenze e Milano).
I Virgin Steele partecipano anche alla compilation A Tribute to Judas Priest Legends of Metal vol.2 con una riproposizione molto grezza della canzone "Screaming for Vengeance". "Desert Plains", un'altra cover dei Judas Priest, è inclusa nella ristampa dell'album Age of Consent come bonus track.
Tre anni dopo il precedente album, uscirà il capitolo conclusivo della "Marriage" saga: Invictus (disco considerato da molti, insieme a Noble Savage, il migliore della produzione di David DeFeis e soci). Benché ne sia la prosecuzione, Invictus non viene denominato "The Marriage of Heaven and Hell - Part Three" in quanto (a differenza degli altri due album a cui è legato) propone, a livello di testi, un inedito filo logico conduttore precedentemente solo intravisto.
Segue un imponente tour europeo nuovamente da headliner in compagnia di Riot e Stigmata IV. Il tour propone diverse date in Italia ed ha l'apice nella performance al Biker Festival "Motorock" a Cremona dove ai Virgin Steele spetta l'onore di chiudere l'evento. Dopo avervi già presenziato l'anno precedente, nel 1998 la band si esibisce nuovamente al Wacken Festival concludendo così il tour di Invictus e concentrandosi sulla stesura dei nuovi lavori.
Nel 1999 esce The House of Atreus Act I primo capitolo di un concept basato sull'Orestea, una trilogia di tragedie di Eschilo. L'opera, nata nell'ottica di essere adattata alla recitazione teatrale, eseguita da attori professionisti viene proposta in diversi teatri in Germania col nome di "Klytaimnestra" ottenendo il favore della critica di settore. Definita da David DeFeis come "Metal Opera", la pubblicazione trae a piene mani spunto dal background artistico dello stesso DeFeis in quanto figlio d'arte sempre pronto, fin dall'infanzia, a seguire gli spettacoli teatrali della compagnia del padre. Sull'album sono gli stessi DeFeis e Pursino ad occuparsi delle parti di basso a seguito dell'uscita dal gruppo di Rob DeMartino.
Successivamente all'EP Magick Fire Music contenente alcuni inediti di lavorazione, nel 2000 esce la seconda parte dell'opera in doppio CD con il titolo The House of Atreus Act II. Dopo la pubblicazione di quest'ultima, e con l'ingresso in formazione del nuovo bassista Joshua Block, la band parte in tour con gli svedesi Hammerfall ed i tedeschi Freedom Call. Parallelamente viene proposto, sempre nei teatri tedeschi, anche l'adattamento teatrale della trilogia di "The Marriage of Heaven and Hell" (The Marriage of Heaven and Hell - Part One, The Marriage of Heaven and Hell - Part Two, Invictus) intitolato The Rebels.
David DeFeis appare come ospite nell'EP di debutto della band tedesca Avantasia nella canzone "The Final Sacrifice".

### Il ventennale
Nel 2002 la band per festeggiare il ventennale di attività dà alle stampe due raccolte: The Book of Burning e Hymns to Victory.
La prima raccolta contiene tracce inedite e canzoni dei primi due album riarrangiate dalla nuova formazione; fra le canzoni inedite, in particolare, si segnalano i pezzi composti ad inizio anni 90 insieme a Jack Starr precedentemente apparsi (con Starr alla chitarra) a livello underground come bootleg dal titolo "Sacred Demos". Vi è, inoltre, il brano "The Chosen Ones" che vede la partecipazione della cantante lirica Doreen DeFeis, sorella di David.
La seconda raccolta è, in conseguenza, un vero e proprio best, con due ulteriori inediti, che copre il periodo artistico della band da Noble Savage in poi.
Vengono, a parte, ristampati per la prima volta in CD anche i primi due album del gruppo completamente rimasterizzati. Le tracce dell'EP A Cry in the Night vengono incluse come bonus nell'edizione di Guardians of the Flame ad eccezione dell'audio-intervista, datata 1982, effettuata da Mark Snider (fratello del celebre Dee).

### Progetto cinematografico
David DeFeis inaugura il suo personale studio di registrazione, denominato "The Hammer of Zeus" (a volte chiamato anche "The Wrecking Ball Of Thor"), e, tra il 2002 ed il 2005, i Virgin Steele presenziano ad innumerevoli festival in veste di headliner quali: "Agglutination Festival" (2003, Italia), "Tradate Iron Fest" (2004, Italia), "Keep it True V Festival" (2004, Germania) e "Ragnarock Festival" (2005, Olanda).
Nel settembre 2006 vede la luce Visions of Eden (The Lilith Project - A Barbaric Romantic Movie of the Mind).
Benché denoti una produzione abbastanza controversa in campo heavy metal (in quanto lascia grandissimo spazio alle tastiere mettendo in secondo piano chitarra, batteria e basso): tale album è inteso come la colonna sonora narrante di un film immaginario incentrato sulla leggenda sumera di Lilith.
A detta dello stesso DeFeis, in pratica: il disco e le sue composizioni sono strutturate in modo tale da permettere all'ascoltatore di immergersi completamente nell'atmosfera dell'album e, tramite la propria immaginazione, di porsi nella posizione adeguata per visualizzare agevolmente gli accadimenti trattati uno dopo l'altro.
A seguito della pubblicazione del compact disc, la band sta cercando un produttore per portare la storia dell'opera nelle sale cinematografiche.

### Attività recenti
David DeFeis partecipa come ospite (alle tastiere ed ai cori) nei primi due album della band newyorkese Immortally Committed rispettivamente nelle canzoni "Epic" e "Council in Hell". Inoltre, con Edward Pursino, Josh Block ed il batterista Geoff Fontaine (degli Exorcist) suona alcune date con la cover band Carnival Of Souls.
Sempre con Josh Block, DeFeis appare anche come ospite nella cover della sua canzone "Blood and Gasoline" pubblicata sull'EP di esordio dalla band polacca Crystal Viper. La versione originale di "Blood and Gasoline" appare nell'album dei Virgin Steele The Marriage of Heaven and Hell - Part One.
Nel 2007, i Virgin Steele si esibiscono al Power Prog VIII Festival (Atlanta, Georgia) ed all'Evolution Festival (Firenze, Italia).
Tra il 2007 e il 2008, gli album Noble Savage, Age of Consent, Life Among the Ruins, The Marriage of Heaven and Hell - Part One & The Marriage of Heaven and Hell - Part Two vengono ristampati, con delle bonus tracks, dall'etichetta Dockyard1.
Un nuovo Virgin Steele album da studio, intitolato The Black Light Bacchanalia, è dato alle stampe ad ottobre 2010 per l'etichetta SPV/Steamhammer che annuncia, per il 2011, anche nuove ristampe deluxe di tutto il catalogo del gruppo da Noble Savage in poi. Degna di nota è la ristampa di Visions of Eden, uscita nel 2017, che propone l'intero album in due versioni distinte (re-mixato e ri-masterizzato) .
A The Black Light Bacchanalia seguono, nel 2015, Nocturnes of Hellfire & Damnation e, nel 2018, il box-set Seven Devils Moonshine che contiene 3 nuovi album (Ghost Harvest - Vintage I - Black Wine for Mourning, Ghost Harvest - Vintage II - Red Wine for Warning, Gothic Voodoo Anthems) più le ristampe delle due compilation The Book of Burning e Hymns to Victory.
I Virgin Steele sono ritornati nel 2023 con il loro nuovo album intitolato: "The Passion Of Dionysus" via  SPV/Steamhammer Records

## Musica Barbarico Romantica
I Virgin Steele suonano quello che definiscono "Romanticismo Barbarico" ("Barbaric Romanticism") ossia uno stile che nella musica porta a sinfonia, romanticismo e potenza accompagnati da elementi di musica classica e testi di natura fantasy/mitologica (prevalentemente incentrati su mitologia greca e cristiana) relazionati ad eventi della vita reale.
Molti degli album del gruppo sono concept album.
David DeFeis, leader della band, ha più volte dichiarato che tutti i testi che scrive sono in qualche forma sempre e comunque basati su eventi della vita reale.
I Virgin Steele, in alcuni concerti speciali, eseguono uno spettacolo di notevole durata denominato "Stravaganza di Tre Ore" ("Three hours extravaganza") che ripercorre, album per album, i punti salienti della loro discografia.
Le canzoni Emalaith e The Burning Of Rome (Cry For Pompeii) sono tra le più adeguate a rappresentare il sound della band.

## Metal Opera e Teatro
Una Metal Opera (termine coniato da David DeFeis) è un mix di rock opera, musical in stile Broadway e "heavy metal adattato per essere eseguito da attori a teatro". Molte band, nel corso degli anni, si sono ispirate a questo nuovo formato introdotto dai Virgin Steele; tra queste si segnala soprattutto la metal opera Avantasia, ideata da Tobias Sammet, che ne ha fatto un uso massiccio su tutti i propri dischi.
In co-produzione con la compagnia teatrale tedesca Landestheater Schwaben sono stati realizzati i musical teatrali definiti di tipologia "Metal Opera": Klytaimnestra (basato sugli album The House of Atreus Act I, The House of Atreus Act II) e The Rebels (basato sugli album The Marriage of Heaven and Hell - Part One', The Marriage of Heaven and Hell - Part Two, Invictus).
Mentre gli album The House of Atreus Act I e The House of Atreus Act II sono nati nell'ottica pionieristica di essere teatralmente rappresentati con Klytaimnestra, The Rebels è un adattamento della trilogia di dischi The Marriage of Heaven and Hell a seguito degli entusiastici riscontri critici ottenuti da Klytaimnestra.
La prima di Klytaimnestra a Memmingen, il 5 giugno 1999, è stato il primo spettacolo di musica teatrale incentrato sull'heavy metal ad essere mai stato realizzato.
Una terza Metal Opera dal titolo Lilith, incentrata sul materiale dell'album Visions of Eden, vede la luce nel 2003. Visions of Eden verrà poi pubblicato in CD nel 2006. A differenza di quanto avvenuto con le precedenti rappresentazioni, David DeFeis però dichiara: "Non lo considero un'opera Metal. In realtà è la colonna sonora di un importante film che deve essere ancora fatto! E per il fottuto martello di Zeus, farò questo film un giorno. Considero questo lavoro un film per la mente barbarico-romantico."

## Formazione

### Formazione attuale
- David DeFeis - voce, tastiere (1981 - oggi)
- Edward Pursino - chitarra (1985 - oggi)
- Joshua Block - basso (2002 - oggi)
- Matt McKasty - batteria (2016 - oggi)

### Ex componenti
- Jack Starr - chitarra (1981 - 1985)
- Joey "O" Reilly - basso (1981 - 1992)
- Joey Ayvazian - batteria (1981 - 1995)
- Teddy Cook - basso (1992)
- Rob DeMartino - basso (1992 - 1994, 1995 - 1998)
- Frank "The Baron" Gilchriest - batteria (1995 - 2015)

## Discografia
- 1982 - Virgin Steele
- 1983 - Guardians of the Flame
- 1985 - Noble Savage
- 1988 - Age of Consent
- 1993 - Life Among the Ruins
- 1994 - The Marriage of Heaven and Hell - Part One
- 1995 - The Marriage of Heaven and Hell - Part Two
- 1998 - Invictus
- 1999 - The House of Atreus: Act I
- 2000 - The House of Atreus: Act II
- 2006 - Visions of Eden
- 2010 - The Black Light Bacchanalia
- 2015 - Nocturnes of Hellfire & Damnation
- 2018 - Ghost Harvest - Vintage I - Black Wine for Mourning (*)
- 2018 - Ghost Harvest - Vintage II - Red Wine for Warning (*)
- 2018 - Gothic Voodoo Anthems (*)
- 2023 - The Passion Of Dionysus

(*) nuovi album inclusi nel box-set del 2018 Seven Devils Moonshine